# Grand Prix Südkärnten
Le Grand Prix Südkärnten est une course cycliste disputée en Autriche. L'épreuve se nomme Kettler Classic-Südkärnten de 2001 à 2002, puis Völkermarkter Radsporttage de 2003 à 2011. Elle porte son nom actuel depuis 2012. En 2015, elle est rétrogradée en course d'élite nationale.

## Palmarès
| Année                      | Vainqueur           | Deuxième              | Troisième            |
| -------------------------- | ------------------- | --------------------- | -------------------- |
| Kettler Classic-Südkärnten |                     |                       |                      |
| 2001                       | Sasa Sviben         | Filippo Baldo         | Petr Herman          |
| 2002                       | Vladislav Borisov   | Fabio Bulgarelli      | René Weissinger      |
| Völkermarkter Radsporttage |                     |                       |                      |
| 2003                       | Hannes Hempel       | Christian Pfannberger | Maurizio Vandelli    |
| 2004                       | Hans-Peter Obwaller | Paul Crake            | Petr Herman          |
| 2005                       | René Weissinger     | Harald Totschnig      | Uroš Silar           |
| 2006                       | Nico Graf           | Gašper Švab           | Petr Herman          |
| 2007                       | Markus Eibegger     | Martin Riška          | Harald Starzengruber |
| 2008                       | Ján Valach          | Michael Pichler       | Róbert Nagy          |
| 2009                       | Michael Pichler     | Björn Thurau          | Jan Bárta            |
| 2010                       | Matija Kvasina      | Marcel Ternovsek      | Matej Mugerli        |
| 2011                       | Robert Vrečer       | Vladimir Kerkez       | Dejan Bajt           |
| Grand Prix Südkärnten      |                     |                       |                      |
| 2012                       | Marko Kump          | Giuseppe De Maria     | Oliver Hofstetter    |
| 2013                       | Julian Alaphilippe  | Matej Mugerli         | Leonardo Pinizzotto  |
| 2014                       | Andrea Pasqualon    | Matej Mugerli         | Markus Eibegger      |
| 2015                       | Jan Tratnik         | Riccardo Bolzan       | Matthias Krizek      |
| 2016                       | Marek Čanecký       | Robert Jenko          | Markus Freiberger    |
| 2017                       | János Pelikán       | Helmut Trettwer       | Maximilian Kuen      |
| 2018                       | Lukas Schlemmer     | Patrick Bosman        | Gašper Kratašnik     |
| 2019                       | Samuele Rivi        | Mattia Bais           | Stefan Pöll          |